# Giuseppe Bigogno
Giuseppe Bigogno (Albizzate, 22 luglio 1909 – Firenze, 22 giugno 1978) è stato un calciatore e allenatore di calcio italiano, di ruolo mediano.

## Carriera

### Giocatore

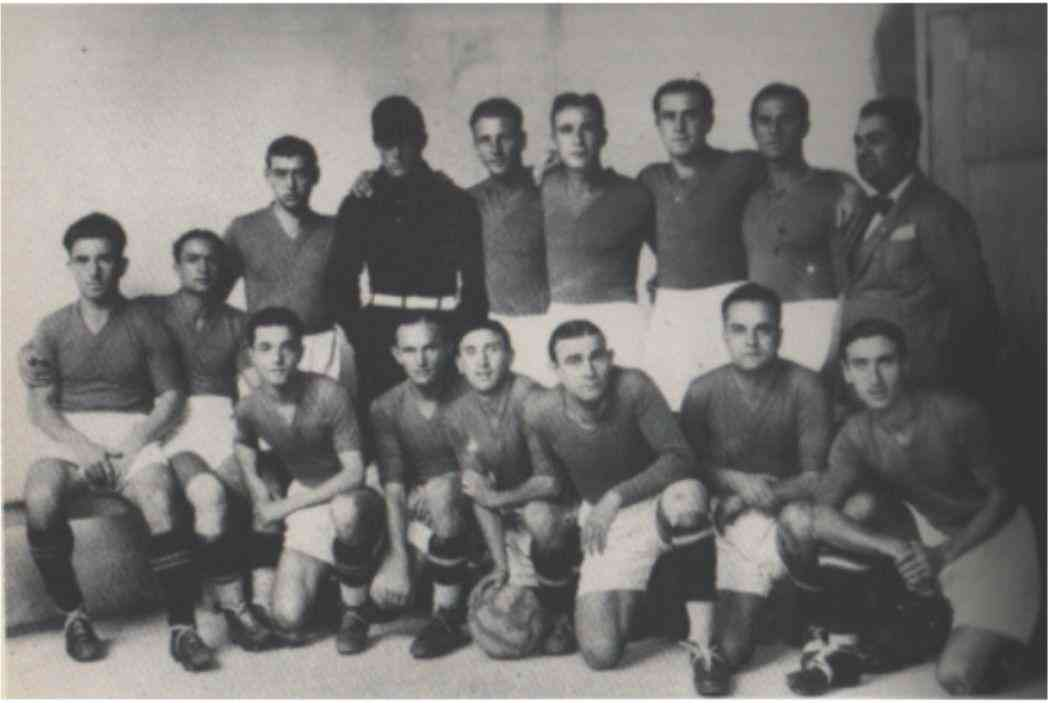
La prima formazione in serie A della Fiorentina 1931-1932. In alto: Vignolini, Ballante, Gazzari, Pizziolo, Bigogno, Pitto. In basso: Gregar, Baldinotti, Prendato, Bonesini, Busini, Rivolo, allenatore Hermann Felsner.

Bigogno comincia la propria carriera agonistica nelle file del Legnano, con cui esordisce in campionato nella stagione 1925-26. Alla prima stagione, in cui la sua squadra retrocede dal girone A della Lega Nord del Campionato Nazionale, seguono altre due stagioni prima di poter tornare a giocare nella Divisione Nazionale, che a quei tempi vede ancora le formazioni partecipanti suddivise in due gironi. A fine stagione però arriva una nuova retrocessione che la porta a giocare nella neo-nata Serie B nella successiva stagione 1929-30, che si concluderà comunque con un'immediata risalita nella massima serie.
Bigogno esordisce nella nuova Serie A a girone unico il 28 settembre 1930 nella vittoria casalinga per 2-1 del suo Legnano contro il Genova 1893. A fine stagione il Legnano si classifica nuovamente all'ultimo posto, e nell'estate del 1931 il mediano passa alla neo-promossa Fiorentina.
In maglia viola entra subito nel giro dei titolari, lottando spesso con i propri compagni per le prime posizioni della classifica. Bigogno rimane a Firenze per cinque stagioni consecutive, diventando anche il capitano della formazione gigliata, per poi passare al Genova 1893 nel 1936.
Rimane in maglia rossoblù per tre stagioni, vincendo anche la Coppa Italia nella stagione 1936-37 (la prima nella storia dei Grifoni), dopodiché torna nuovamente a giocare per la Fiorentina.
Nel suo secondo periodo in maglia viola il mediano conquista un'altra Coppa Italia (nel 1940) (anche qui la prima della storia del club toscano) e conclude la carriera da calciatore al termine della stagione 1941-42.

### Allenatore

Giuseppe Bigogno in veste di allenatore della Lazio.

Nell'immediato dopoguerra Bigogno comincia la sua carriera da allenatore guidando la sua ex-squadra da calciatore, la Fiorentina, conducendola nella stagione 1945-46 ad un quinto posto nel Campionato Misto Bassa Italia del Campionato Misto Serie A-B, non sufficiente a qualificare la compagine viola al girone della Divisione Nazionale.
Nella stagione successiva, che vedeva ripristinata la Serie A a girone unico, passa ad allenare il Milan, dove rimane per tre stagioni collezionando, in ordine cronologico, un quarto, un secondo e un terzo posto.
Bigogno allena in seguito il Torino (due stagioni) e la Lazio (viene sollevato dall'incarico dopo la 25ª giornata della seconda stagione).
Nel 1953 viene chiamato ad allenare l'Udinese e nella prima stagione raggiunge, grazie agli spareggi, la salvezza. L'anno successivo conclude la stagione con il secondo posto (tuttora il miglior risultato della formazione friulana in campionato), vanificato da un illecito commesso dalla società due stagioni prima che condanna la squadra alla retrocessione a tavolino. Dopo l'immediata risalita in massima serie, Bigogno raggiunge con la squadra bianconera un quarto ed un nono posto nelle due successive stagioni, per poi andare ad allenare l'Inter nella stagione 1958-59, dove viene però esonerato a metà campionato. Torna alla guida dell'Udinese in veste di direttore tecnico nell'annata 1967-1968, sua ultima esperienza sulla panchina di un club.
Durante la sua permanenza in Friuli guidò anche la Nazionale Italiana B.

## Statistiche

### Presenze e reti nei club
| Stagione           | Squadra            | Campionato         | Campionato | Campionato |
| Stagione           | Squadra            | Comp               | Pres       | Reti       |
| ------------------ | ------------------ | ------------------ | ---------- | ---------- |
| 1925-1926          | Legnano            | PD                 | 1          | 0          |
| 1926-1927          | Legnano            | PD                 | 0          | 0          |
| 1927-1928          | Legnano            | PD                 | 0          | 0          |
| 1928-1929          | Legnano            | DN                 | 22         | 0          |
| 1929-1930          | Legnano            | B                  | 24         | 0          |
| 1930-1931          | Legnano            | A                  | 31         | 1          |
| Totale Legnano     | Totale Legnano     | Totale Legnano     | 78         | 1          |
| 1931-1932          | Fiorentina         | A                  | 32         | 1          |
| 1932-1933          | Fiorentina         | A                  | 27         | 1          |
| 1933-1934          | Fiorentina         | A                  | 17         | 0          |
| 1934-1935          | Fiorentina         | A                  | 30         | 1          |
| 1935-1936          | Fiorentina         | A                  | 28         | 1          |
| 1936-1937          | Genova 1893        | A                  | 28         | 0          |
| 1937-1938          | Genova 1893        | A                  | 29         | 1          |
| 1938-1939          | Genova 1893        | A                  | 22         | 0          |
| Totale Genova 1893 | Totale Genova 1893 | Totale Genova 1893 | 79         | 1          |
| 1939-1940          | Fiorentina         | A                  | 22         | 1          |
| 1940-1941          | Fiorentina         | A                  | 21         | 0          |
| 1941-1942          | Fiorentina         | A                  | 4          | 0          |
| Totale Fiorentina  | Totale Fiorentina  | Totale Fiorentina  | 181        | 5          |
| Totale carriera    | Totale carriera    | Totale carriera    | 338        | 7          |

## Palmarès

### Giocatore
- Coppa Italia: 2

Genova 1893: 1936-1937
Fiorentina: 1939-1940

### Allenatore
- Campionato italiano di Serie B: 1

Udinese: 1955-1956